# Вельяминовская волость (Карачевский уезд)
Вельями́новская волость — административно-территориальная единица в составе Карачевского уезда Брянской губернии, существовавшая в 1924—1929 годах.
Центр — село Вельяминово, позднее село Алымово.

## История
Волость образована в апреле 1924 года путём слияния Бошинской, Дроновской и Пятницкой волостей Карачевского уезда.
В 1929 году, с введением районного деления, волость была упразднена, а её территория разделена между Карачевским, Хотынецким и Шаблыкинским районами Брянского округа Западной области (два последних ныне входят в состав Орловской области).

## Административное деление
По состоянию на 1 января 1928 года, Вельяминовская волость включала в себя следующие сельсоветы: Алымовский, Бочарский, Бошинский, Бугровский, Вельяминовский, Вербниковский, Глинский, Горский, Девятидубский, Дроновский, Кремлёвский, Маякский, Муравейницкий, Петровский, Пятницкий, Семеновский, Сурьяновский, Уткинский, Хотьковский, Юрасовский, Юшковский.